# Vladimir Boisa
Vladimir Boisa, en géorgien : ვლადიმერ ბოისა; né le 4 juillet 1981 à Roustavi, Géorgie, URSS, est un joueur géorgien de basket-ball. Il joue au poste d'ailier fort.

## Palmarès
- Vainqueur de la Ligue adriatique 2002